# Giuseppe Saracco
Giuseppe Saracco (n. 9 octombrie 1821, Bistagno, Piemont, Italia – d. 19 ianuarie 1907, Bistagno, Piemont, Italia) a fost un politician și specialist în finanțe italian, decorat cu distincția de cavaler al Ordinului Suprem al Preasfintei BuneiVestiri.

## Context și cariera anterioară
Saracco s-a născut la Bistagno, provincia Alessandria. După ce s-a calificat ca notar, a intrat în parlamentul piemontez în 1849. A fost un susținător al lui Cavour. După ce Cavour a murit în 1861, Saracco s-a alăturat partidului lui Rattazzi și a devenit subsecretar de stat pentru lucrări publice în cabinetul Rattazzi din 1862. În 1864, Sella l-a numit pe Saracco secretar general de finanțe și, după ce a fost numit senator în 1865, a dobândit o faimă considerabilă în calitate de voce de autoritate financiară.
În 1879, Saracco a reușit să amâne abolirea totală a impozitului pe cereale și a fost un adversar înverșunat al administrației financiare neglijente a lui Magliani. Desemnat ca ministru al lucrărilor publice de Depretis în 1887 și de Crispi în 1893, el a lucrat pentru a atenua cele mai grave consecințe ale politicii extravagante corupte a lui Depretis și a introdus un sistem mai solid de participare al guvernului la lucrările publice. În noiembrie 1898 a fost ales președinte al senatului.

## Prim-ministru al Italiei
În iunie 1900, Saracco a reușit să formeze un Cabinet de pacificare după criza obstrucționistă care a provocat căderea cabinetului generalului Pelloux. Mandatul său a fost tulburat de asasinarea regelui Umberto din 29 iulie 1900, iar administrația sa s-a încheiat în februarie 1901 printr-un vot al Camerei, care condamna atitudinea sa slabă față de o grevă generală a docului de la Genova.

## Viața de mai târziu
După februarie 1901, Saracco și-a reluat funcția de președinte al senatului, dar, după ivirea celui de-al treilea cabinet Giolitti, nu a fost reconfirmat în acest rol. 
A primit onoarea supremă de cavaler al Annunziatei de la regele Umberto în 1898.